# Castellet-en-Luberon
 Castellet-en-Luberon  es una población y comuna francesa, en la región de Provenza-Alpes-Costa Azul, departamento de Vaucluse, en el distrito de Apt y cantón de Apt.
No está integrada en ninguna communauté de communes.

## Historia
La comuna se denominó Castellet hasta el 4 de noviembre de 2018.

## Demografía
| 65 | 62 | 53 | 72 | 108 | 106 |
| Para los censos de 1962 a 1999 la población legal corresponde a la población sin duplicidades (Fuente: INSEE [Consultar]) |    |    |    |     |     |